# Rasbora nodulosa
Rasbora nodulosa är en fiskart som beskrevs av Lumbantobing 2010. Rasbora nodulosa ingår i släktet Rasbora och familjen karpfiskar. Inga underarter finns listade i Catalogue of Life.